# 箭猪虫属
箭猪虫属（学名：Hystrichaspis）为穿盾虫科的一个属。

## 下属物种
本属包括以下物种：
- 球形箭猪虫 Hystrichaspis fruticata Haeckel,1887
- 背箭猪虫 Hystrichaspis dorsata Haeckel,1887